# 伊藤清郎
伊藤 清郎（いとう きよお、1948年 - ）は、日本の日本史学者。
宮城県生まれ。1971年東北大学文学部国史学科卒業。1976年同大学院文学研究科博士課程単位取得満期退学。1978年山形大学教育学部講師、助教授、教授、地域教育文化学部教授、副学長。2014年定年退官、名誉教授。2000年「中世日本の国家と寺社」で東北大学文学博士。2017年史跡慈恩寺旧境内整備検討委員会委員長。

## 著書
- 『霊山と信仰の世界 奥羽の民衆と信仰』吉川弘文館 中世史研究選書 1997年
- 『中世の城と祈り 出羽南部を中心に』岩田書院 1998年
- 『中世日本の国家と寺社』高志書院 2000年
- 『最上義光』吉川弘文館・人物叢書、2016年

### 共編著
- 『山形県の歴史』横山昭男,誉田慶信,渡辺信共著 山川出版社 県史 1998年
- 『中世出羽の宗教と民衆』誉田慶信共編 高志書院 奥羽史研究叢書 2002年
- 『中世出羽の領主と城館』山口博之共編 高志書院 奥羽史研究叢書 2002年
- 『最上氏と出羽の歴史』編 高志書院 2014年

## 論文
- <伊藤清郎